# Marlattiella prima
Marlattiella prima är en stekelart som beskrevs av Howard 1907. Marlattiella prima ingår i släktet Marlattiella och familjen växtlussteklar. Inga underarter finns listade i Catalogue of Life.